# 茲布蘭基
51°17′54″N 28°38′45″E / 51.29833°N 28.64583°E
茲布蘭基（烏克蘭語：Збраньки），是烏克蘭北部的村莊，隸屬日托米爾州的科羅斯滕區。該村始建於1710年，面積1.26平方公里，海拔高度173米，2001年人口418，人口密度每平方公里333.07人。